# 郭俊麟
郭 俊麟（クォ・チュンリン、1992年2月2日 - ）は、台湾（中華民国）の新竹市出身のプロ野球選手（投手）。右投右打。CPBLの統一ライオンズ所属。

## 経歴

### プロ入り前
国立台湾体育運動大学に進学し、2010年7月23日から開催された第24回AAA世界野球選手権大会にチャイニーズタイペイ代表に選出された。同大会では予選リーグでは7月25日第2戦の対オーストラリア代表戦で先発したが、序盤に3点の援護を貰いながら5回にライアン・バタグリアの3点本塁打などで4失点と逆転され、5回6失点で降板したが、味方の援護により負けは付かなかった。7月30日準々決勝の対オランダ代表戦では先制されながら9回を2失点(自責1)に抑えて完投勝利した。
2011年6月23日から開催された第13回ワールドポート・トーナメントにチャイニーズタイペイ代表に選出された。同大会では6月23日第1戦の対ドイツ代表戦では2番手で登板し、7イニングを3安打1四球10奪三振の無失点に抑えて勝利投手となった。6月27日第4戦の対キュラソー代表戦では先発して6回を1失点に抑えた。7月3日決勝の対キューバ代表戦では先発出場したが、3回一死一・二塁からヤシエル・プイグの二塁打で1点を失った所で降板となった。
7月8日から開催されたワールドベースボールチャレンジのチャイニーズタイペイ代表に選出された。同大会では7月11日に先発登板し、日本代表として出場していた東芝の新垣勇人と投げ合い、8回2失点に抑えて勝利投手となった。安達了一には2度出塁され、3回に得点を許した。7月17日に行われた決勝の対キューバ代表戦では先発して4点の援護を貰ったが、5回にルディ・レジェスに2点本塁打を打たれ、4回0/3を投げ3失点（自責2）で降板した。
10月1日から開催された第39回IBAFワールドカップのチャイニーズタイペイ代表に選出された。同大会では第1ラウンド10月3日第2戦の対パナマ代表戦に先発登板したが、初回にフェルナンド・セギノールに満塁本塁打で先制されるなど3回7失点で敗戦投手となった。10月10日第7戦の対ギリシャ代表戦でも先発し3回を無失点に抑えた。
2012年7月13日から開催された第26回ハーレムベースボールウィークのチャイニーズタイペイ代表に選出された。同大会では7月13日第1戦の対日本代表(九州地区大学野球連盟選抜チーム)戦で3番手で7回から2イニングを無失点に抑えた。7月15日第2戦の対オランダ戦では6回2点ビハインド一死一・二塁から登板してマーク・ダースマに四球を与えて押し出しで失点した。7月18日第4戦の対アメリカ代表戦では先発出場し、7回まで無失点と好投したが8回に先制されて降板、援護が無く敗戦投手となった。
2013年8月13日から開催された第4回ワールドベースボールチャレンジのチャイニーズタイペイ代表に選出された。8月14日第1戦の対アメリカ代表戦に先発して先制を許したが6回2/3を投げ4失点で勝利投手となった。8月18日第5戦の対アメリカ代表戦では3番手で登板して無失点に抑えた。8月21日準決勝の対JX-ENEOS（日本代表）戦に先発し、6回1/3を投げ1失点に抑え、勝ち負けは付かなかった。石川駿、井領雅貴は無安打に抑えた。
10月6日から開催された2013年東アジア競技大会の野球チャイニーズタイペイ代表に選出された。同大会では10月7日第2戦の対香港代表戦で2番手で1イニングを投げ3者連続三振に抑えた。10月10日第5戦の対中国代表戦で先発し、6回を投げ2失点だった。10月14日の3位決定戦では7回から登板し中国代表を3回6奪三振無失点に抑えてチームの3位に貢献した。11月には台湾で開催された「2013 BASEBALL CHALLENGE 日本 VS チャイニーズ・タイペイ」のチャイニーズタイペイ代表に選出された。第3試合に先発した。3回二死から菊池涼介に安打、盗塁を許し、暴投で二死三塁とした所で岡島豪郎の右前打により1点を失った。6回を投げ5安打無四球6奪三振だったが、味方の援護が無く1失点で敗戦投手となった。
2014年5月に右肩関節唇を損傷し、その後はリハビリに費やした。復帰後の9月19日から仁川広域市で開催された仁川アジア競技大会の野球チャイニーズタイペイ代表に選出された。9月23日予選リーグ第2戦の対タイ代表戦で先発し、4回を投げ2安打1四球1失点6奪三振を残した。9月28日決勝戦の対韓国代表戦でも先発し、5回1点リード二死一・三塁から孫児葉の適時打で同点とされて降板し、陳冠宇と交代した。その直後に金賢洙のショートゴロを潘志芳が悪送球して適時失策で勝ち越された。チームは敗れ準優勝となったが味方の援護により負けはつかなかった。

### 西武時代
2014年10月21日に埼玉西武ライオンズが獲得を発表した。背番号は「12」。登録名は、シニアディレクターの渡辺久信から、「泰源も郭源治さんも『かく』だったんだから。グォじゃインパクトがない」と日本語読みの「かく・しゅんりん」となった。契約後の11月7日から開催された第1回21U野球ワールドカップに参加し、11月9日予選リーグ第3戦の対韓国代表戦で先発して7回を投げ1失点と好投し勝利投手となった。11月16日決勝戦の対日本代表戦にも先発して森雄大と投げ合い、7回を無失点に抑えて勝利投手となりチームの優勝に貢献した。また、同大会の最優秀選手となった。
2015年1月7日に若獅子寮に入寮し、1月9日から新人合同自主トレに参加した。外国人選手であるが、大学卒業後の入団であり、プロリーグの在籍経験がなかったために新人王の資格が認められた。3月29日（開幕3戦目）のオリックス・バファローズ戦で、5四死球ながら5回3失点で打線の援護もあり来日初勝利。2試合目の先発となった4月5日の福岡ソフトバンクホークス戦では8回4安打無失点の好投で2勝目を挙げた。その後は6月7日の横浜DeNAベイスターズ戦まで2ヶ月間勝ち星から遠ざかり、二軍降格も経験した。オフの9月30日に2015 WBSCプレミア12 チャイニーズタイペイ代表に選出された。11月18日に西武と再契約を結んだ。
2016年、同チームに呉念庭、C.C.リー（本名：李振昌）が入団し、台湾出身選手が3人となった。
2017年1月23日に第4回ワールド・ベースボール・クラシック(WBC)のチャイニーズタイペイ代表に選出された。同大会では1戦目のイスラエル戦に先発登板したが、一回途中でKO。三戦目の韓国戦でも二番手で登板したが失点を重ねる結果に終わった。一方、公式戦では一軍二軍共に登板しなかった。
2018年、登録名の読みを「かく・しゅんりん」から「クォ・ジュンリン」とし、同時に背ネームは「KAKU」から「KUO」、背番号は「12」から「69」へ変更となった。二軍で主に先発として登板し、8月に一軍に昇格。9月15日のソフトバンク戦で自身3年ぶりとなる白星を挙げた。
2019年は初登板となった6月6日の広島東洋カープ戦でシーズン初勝利を挙げたが、2試合の登板に終わり、シーズン終了後に戦力外通告を受け退団。

### 楽天モンキーズ時代
2020年4月21日、台湾の中華職業棒球大聯盟所属のプロ野球チーム・楽天モンキーズとセルフトレーニング契約を結んだと報じられる。二軍戦に登板していたが、5月15日の味全ドラゴンズ戦に登板の際わずか1球で交代、その後自身のTwitterにて、6月20日にトミー・ジョン手術を受けたことを明らかにした。

### 富邦時代
2020年7月に開催されたCPBLのドラフト会議で富邦ガーディアンズから2位指名を受けた。10月2日の試合前に入団式が行われ、背番号は「18」と発表された。同年はトミー・ジョン手術のリハビリのため登板なしに終わった。

### 台鋼時代
2023年11月28日に行われた、台鋼ホークスの拡大ドラフトで指名され、移籍することになった。

### 統一時代
しかし、1か月後の12月27日に江承諺とのトレードで統一ライオンズに移籍することが発表された。

## 選手としての特徴
最速153km/hのストレートに、変化球は得意としている落差の大きいチェンジアップ、スライダー・カーブ・シンカー（ツーシーム）がある。

## 人物
自身と同じ西武ライオンズに入団して活躍し、チャイニーズタイペイ代表で2年間指導を受けた郭泰源を目標としている（郭泰源は、ガーディアンズでも顧問を務める）。
好きな和食は刺身。
台湾に彼女がいる。

## 詳細情報

### 年度別投手成績
| 年 度     | 球 団     | 登 板 | 先 発 | 完 投 | 完 封 | 無 四 球 | 勝 利 | 敗 戦 | セ 丨 ブ | ホ 丨 ル ド | 勝 率 | 打 者 | 投 球 回 | 被 安 打 | 被 本 塁 打 | 与 四 球 | 敬 遠 | 与 死 球 | 奪 三 振 | 暴 投 | ボ 丨 ク | 失 点 | 自 責 点 | 防 御 率 | W H I P |
| --------- | --------- | ----- | ----- | ----- | ----- | -------- | ----- | ----- | -------- | ----------- | ----- | ----- | -------- | -------- | ----------- | -------- | ----- | -------- | -------- | ----- | -------- | ----- | -------- | -------- | ------- |
| 2015      | 西武      | 21    | 17    | 0     | 0     | 0        | 3     | 7     | 0        | 0           | .300  | 377   | 79.2     | 97       | 10          | 37       | 1     | 7        | 49       | 3     | 1        | 55    | 47       | 5.31     | 1.68    |
| 2016      | 西武      | 12    | 3     | 0     | 0     | 0        | 0     | 3     | 0        | 0           | .000  | 107   | 22.1     | 28       | 2           | 10       | 0     | 4        | 20       | 2     | 0        | 23    | 21       | 8.46     | 1.70    |
| 2018      | 西武      | 3     | 3     | 0     | 0     | 0        | 1     | 0     | 0        | 0           | 1.000 | 68    | 15.2     | 17       | 4           | 5        | 0     | 1        | 10       | 0     | 0        | 11    | 11       | 6.32     | 1.40    |
| 2019      | 西武      | 2     | 2     | 0     | 0     | 0        | 1     | 1     | 0        | 0           | .500  | 44    | 10.0     | 7        | 1           | 6        | 0     | 1        | 7        | 1     | 0        | 6     | 5        | 4.50     | 1.30    |
| 2021      | 富邦      | 2     | 2     | 0     | 0     | 0        | 0     | 0     | 0        | 0           | ----  | 26    | 6.2      | 5        | 0           | 1        | 0     | 1        | 6        | 0     | 0        | 1     | 1        | 1.35     | 0.95    |
| 2022      | 富邦      | 15    | 14    | 0     | 0     | 0        | 3     | 7     | 0        | 1           | .300  | 328   | 72.1     | 84       | 3           | 24       | 0     | 3        | 47       | 4     | 0        | 43    | 34       | 4.11     | 1.49    |
| 2023      | 富邦      | 23    | 8     | 0     | 0     | 0        | 2     | 7     | 0        | 0           | .222  | 323   | 69.0     | 92       | 7           | 26       | 0     | 2        | 37       | 3     | 0        | 55    | 49       | 6.39     | 1.71    |
| 2024      | 統一      | 20    | 14    | 1     | 1     | 0        | 3     | 7     | 0        | 1           | .300  | 347   | 76.0     | 98       | 6           | 20       | 0     | 5        | 58       | 0     | 0        | 43    | 40       | 4.74     | 1.55    |
| NPB：4年  | NPB：4年  | 38    | 25    | 0     | 0     | 0        | 5     | 11    | 0        | 0           | .313  | 596   | 127.2    | 149      | 17          | 58       | 1     | 13       | 86       | 6     | 1        | 95    | 84       | 5.92     | 1.62    |
| CPBL：4年 | CPBL：4年 | 60    | 38    | 1     | 1     | 0        | 8     | 21    | 0        | 2           | .276  | 1024  | 224.0    | 279      | 16          | 71       | 0     | 11       | 148      | 7     | 0        | 142   | 123      | 4.94     | 1.56    |

- 2022年度シーズン終了時

### 年度別守備成績
| 年 度 | 球 団 | 投手  | 投手  | 投手  | 投手  | 投手  | 投手     |
| 年 度 | 球 団 | 試 合 | 刺 殺 | 補 殺 | 失 策 | 併 殺 | 守 備 率 |
| ----- | ----- | ----- | ----- | ----- | ----- | ----- | -------- |
| 2015  | 西武  | 21    | 6     | 9     | 1     | 0     | .938     |
| 2016  | 西武  | 12    | 3     | 6     | 0     | 0     | 1.000    |
| 2017  | 西武  | 3     | 1     | 4     | 0     | 0     | 1.000    |
| 2019  | 西武  | 2     | 0     | 1     | 0     | 0     | 1.000    |
| 通算  | 通算  | 38    | 10    | 20    | 1     | 0     | .968     |

- 2019年度シーズン終了時

### 表彰
- 第1回21U野球ワールドカップ最優秀選手（2014年）

### 記録
初記録
NPB
- 初登板・初先発登板・初勝利・初先発勝利：2015年3月29日、対オリックス・バファローズ3回戦（西武プリンスドーム）、5回3失点
- 初奪三振：同上、1回表に糸井嘉男から空振り三振

### 登録名
- 郭俊麟（かく・しゅんりん）（2015年 - 2017年）
- 郭俊麟（クォ・ジュンリン）（2018年 - 2019年）

### 背番号
- 12（2015年 - 2017年）
  - 75（2017年WBC）
- 69（2018年 - 2019年）
- 111（2020年5月 - 同年7月）
- 18（2020年9月 - 2023年）
- 16（2024年）
- 75（2025年 - ）

### 登場曲
- 「この島の夜明け（島嶼天光 日本語Ver.）」滅火器（2016年 ‐ 2019年）

### 代表歴
- 2010年AAA世界野球選手権大会チャイニーズタイペイ代表
- 2011 ワールドポート・トーナメント チャイニーズタイペイ代表
- 2011 ワールドベースボールチャレンジ チャイニーズタイペイ代表
- 2011 IBAFワールドカップ チャイニーズタイペイ代表
- 2012 ハーレムベースボールウィーク チャイニーズタイペイ代表
- 2013 ワールドベースボールチャレンジ チャイニーズタイペイ代表
- 2013年東アジア競技大会野球チャイニーズタイペイ代表
- 2014年アジア競技大会野球チャイニーズタイペイ代表
- 2014 21U野球ワールドカップ チャイニーズタイペイ代表
- 2015 WBSCプレミア12 チャイニーズタイペイ代表
- 2017 ワールド・ベースボール・クラシック・チャイニーズタイペイ代表